# Kem cuộn Bắc Cực
Kem cuộn Bắc Cực là một món tráng miệng xuất xứ từ Vương quốc Anh, được làm từ kem vani bọc trong một lớp bánh xốp mỏng để tạo thành một cuộn, cùng với một lớp nước xốt hương vị mâm xôi ở giữa các miếng bánh xốp và kem. Món tráng miệng này được phát minh vào những năm 1950 bởi Tiến sĩ Ernest Velden, một người nhập cư từ Czechoslovakia. Ông đã thành lập một nhà máy ở Eastbourne để sản xuất Kem cuộn Bắc Cực vào năm 1968, món tráng miệng này sớm trở thành một sản phẩm thành công. Trong những năm 1980, một lượng kem cuộn dài hơn 40 km (25 dặm) của nhãn hiệu Birds Eye đã được bán ra mỗi tháng. Tuy nhiên, doanh số sụt giảm trong những năm 1990 và cuối cùng nhà sản xuất đã ngừng sản xuất món tráng miệng này. Cuộc suy thoái kinh tế năm 2008 chứng kiến sự tái xuất hiện của Kem cuộn Bắc Cực khi người tiêu dùng ngày càng tìm kiếm những thực phẩm có giá thấp.
Trong khi một số người tiêu dùng xem Kem cuộn Bắc Cực là comfort food, thì những người khác lại coi nó là kem kiểu cũ và nhà văn thực phẩm Nigel Slater thậm chí đã mô tả nó có vị "thảm đông lạnh". Tuy nhiên, Birds Eye báo cáo "nhu cầu của người tiêu dùng tìm lại" món tráng miệng. Từ khi Birds Eye bắt đầu tiếp thị chúng một lần nữa vào tháng 12 năm 2008 cho đến tháng 4 năm 2009, doanh số bán sản phẩm được ước tính khoảng 3,5 triệu bảng, tương đương 3 triệu hộp kem (khoảng 400 km). Các nhà bình luận cho rằng ngoài giá thấp của Kem cuộn Bắc Cực, nhiều người tiêu dùng mua món tráng miệng vì cảm giác hoài niệm. Một số siêu thị ở Anh bán các phiên bản khác nhau của nhãn hiệu Kem cuộn Bắc Cực của riêng họ, gồm hai biến thể sô cô la và quả mâm xôi, và đã tiếp tục bán ngay cả khi Birds Eye không tiếp thị sản phẩm.

## Hương vị
Kem cuộn Bắc Cực nguyên bản có kem vani và mứt mâm xôi; Birds Eye cũng sản xuất một hương vị sử dụng kem sô cô la.